# 中野区立歴史民俗資料館
中野区立歴史民俗資料館（なかのくりつれきしみんぞくしりょうかん）は、東京都中野区の郷土の文化遺産を保存、活用していくための資料館である。名誉都民の山崎喜作から寄贈された2600㎡の土地に1989年(平成元年)に「山崎記念中野区立歴史民俗資料館」として開館した。2020年4月1日、常設展示をリニューアルしたが、コロナウィルスの感染を避けるため、5月末まで臨時休館し、再開したのは6月1日からだった。

## 概要
建物は外観は古民家風の2階建てで、1階は特別展示室と調査研究室、事務室、研修室で、常設展示室は2階になる。
常設展示は、「中野みどころの樹」を中心に旧石器時代から現代までの中野の歴史を、わかりやすく展示している。
2階には中野区にゆかりの文化人、著名人に関する情報を検索できるコーナーもある。

## 屋外展示
1階のすぐ屋外に、資料館の敷地を提供した山崎家の庭園と茶室があり、庭園には巨大なしいの木がある。山崎家が醤油の製造販売業をしていたことから、「醤油屋のしいの木」(中野区指定記念物)と呼ばれている。樹齢約500年と言われる。春と秋に一般公開をする。

## 開館時間
- 開館：9時から17時 (入館は16時30分まで)
- 休館：月曜日、第三日曜日、年末年始
- 入館：無料

## 所在地
中野区江古田四丁目3番4号

## 交通アクセス
- 西武新宿線「沼袋駅」北口から徒歩8分
- 都営地下鉄大江戸線「新江古田駅」より徒歩15分
- JR「中野駅」北口から京王バス(中92系統)「江古田二丁目」下車徒歩2分
- JR「中野駅」北口から関東バス(なか41系統)「江古田二丁目」下車徒歩2分
- 西武池袋線「練馬駅」北口から京王バス(中92系統)「江古田二丁目」下車徒歩5分[2]

## 近在の施設
- 哲学堂公園
- トキワ荘マンガミュージアム
- 江古田の森公園